# پنجه‌برگ راست
پنجه برگ راست (نام علمی: Potentilla recta) نام یک گونه از سرده پنجه برگ که از گیاهان بومی منطقه آذربایجان است.

## خواص
براساس مطالعات انجام شده، خصوصیات ضد میکروب و آنتی اکسیدان گیاه recta Potentilla به اتبات رسیده است.

## نگارخانه

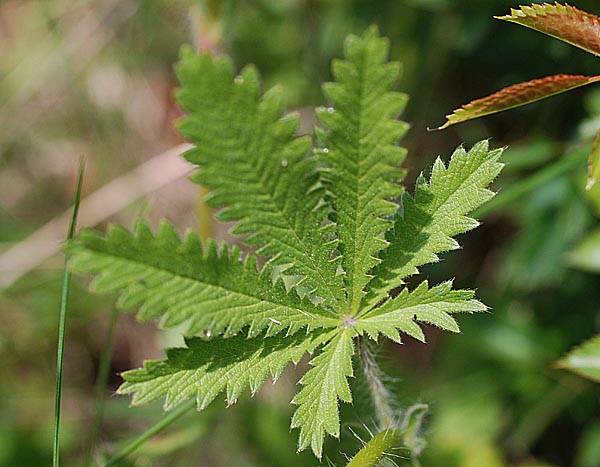
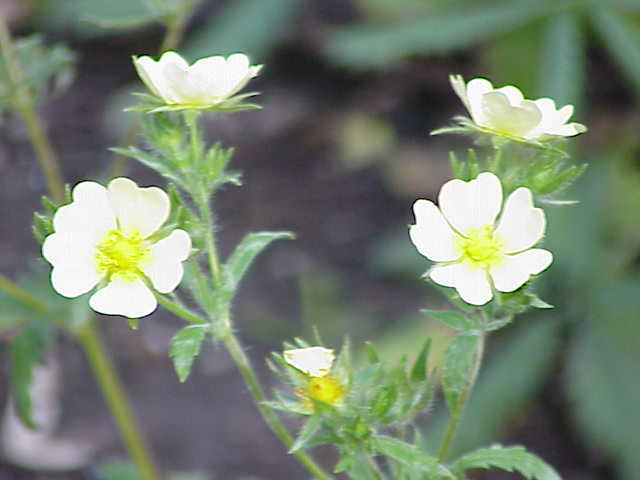